# Nikołaj Gołubiew
Nikołaj Aleksiejewicz Gołubiew (ur. 1902 w Moskwie, zm. 1958 tamże) – radziecki funkcjonariusz NKWD, generał major. 

## Życiorys
W latach 1918–1921 w Armii Czerwonej, od 1920 w RKP(b), od 1921 w wojskach Czeki i OGPU w Moskwie. 1930-1938 pomocnik pełnomocnika i pełnomocnik Wydziału Ekonomicznego OGPU przy Radzie Komisarzy Ludowych ZSRR, później funkcjonariusz wydziału kontrwywiadu - III Wydziału Głównego Zarządu Bezpieczeństwa Państwowego, zastępca szefa Wydziału II Głównego Zarządu Ekonomicznego NKWD ZSRR. Od 11 grudnia 1935 porucznik, a od 7 czerwca 1939 starszy porucznik bezpieczeństwa państwowego. 1939-1940 szef III Oddziału Wydziału 1 Głównego Zarządu Gospodarczego NKWD ZSRR, szef Wydziału Kontrolno-Zagradzającego NKWD ds. Leningradzkiego Okręgu Wojskowego na froncie fińskim, tymczasowy p.o. szefa Wydziału II Głównego Zarządu Ekonomicznego NKWD ZSRR. Od 14 marca 1940 kapitan, od 1 marca 1941 major, a od 14 marca 1943 pułkownik bezpieczeństwa państwowego. Od 26 lutego - 31 lipca 1941 szef Zarządu NKWD obwodu rostowskiego, a od 31 lipca 1941 do 26 marca 1945 obwodu woroneskiego. Od 14 grudnia 1943 komisarz bezpieczeństwa państwowego, a od 9 lipca 1945 generał porucznik NKWD. 1945-1947 pełnomocnik NKGB/NKWD/MGB/MSW w Mołdawskiej SRR i członek Biura KC WKP(b) ds. Mołdawii, 1947-1948 główny pełnomocnik Rady Ministrów ZSRR w Goznaku, 1948-1950 szef Wydziału I Głównego Zarządu ds. Wojny i Zwalczania Bandytyzmu MSW ZSRR. Od marca 1950 na emeryturze.

## Odznaczenia
- Order Lenina (21 lutego 1945)
- Order Czerwonego Sztandaru (dwukrotnie - 20 września 1943 i 3 listopada 1944)
- Order Czerwonej Gwiazdy (21 lutego 1942)
- Order „Znak Honoru” (26 kwietnia 1940)